# Atletismo nos Jogos Pan-Americanos de 2015 - Lançamento de dardo feminino
A competição do lançamento de dardo feminino foi um dos eventos do atletismo nos Jogos Pan-Americanos de 2015, em Toronto. Foi disputada no Estádio CIBC de Atletismo Pan e Parapan-Americano no dia 21 de julho.

## Calendário
Horário local (UTC-4).
| Data        | Horário | Fase  |
| ----------- | ------- | ----- |
| 21 de julho | 10:05   | Final |

## Medalhistas
| Ouro   | CAN Elizabeth Gleadle   |
| Prata  | USA Kara Estelle Winger |
| Bronze | BRA Jucilene de Lima    |

## Recordes
Recordes mundial e pan-americano antes da disputa dos Jogos Pan-Americanos de 2015.
| Tipo                             | Atleta            | Marca   | Local     | Data                   |
| -------------------------------- | ----------------- | ------- | --------- | ---------------------- |
|                                  | Barbora Špotáková | 78,28 m | Stuttgart | 13 de setembro de 2008 |
| Recorde dos Jogos Pan-Americanos | Osleidys Menéndez | 65,85 m | Winnipeg  | 25 de julho de 1999    |

## Resultados

### Final
| Colocação         | Atleta              | Nacionalidade      | #1    | #2    | #3    | #4    | #5    | #6    | Marca | Notas |
| ----------------- | ------------------- | ------------------ | ----- | ----- | ----- | ----- | ----- | ----- | ----- | ----- |
| Medalha de ouro   | Elizabeth Gleadle   | CAN Canadá         | 59.33 | 58.84 | 55.63 | x     | 55.91 | 62.83 | 62.83 |       |
| Medalha de prata  | Kara Estelle Winger | USA Estados Unidos | 56.86 | 54.41 | 58.89 | 56.62 | 59.74 | 61.44 | 61.44 |       |
| Medalha de bronze | Jucilene de Lima    | BRA Brasil         | x     | 58.84 | 57.93 | 60.42 | 56.31 | x     | 60.42 |       |
| 4                 | Laila Domingos      | BRA Brasil         | x     | 52.25 | 55.60 | 52.87 | 58.19 | x     | 58.19 |       |
| 5                 | Flor Ruiz           | COL Colômbia       | 56.28 | 53.09 | 58.08 | 55.71 | x     | 54.55 | 58.08 |       |
| 6                 | Yulenmis Aguilar    | CUB Cuba           | 57.87 | 57.49 | 55.60 | 55.93 | 57.76 | 57.14 | 57.87 |       |
| 7                 | Melissa Fraser      | CAN Canadá         | 45.27 | 52.20 | x     | 48.04 | x     | x     | 52.20 |       |
| 8                 | Hannah Carson       | USA Estados Unidos | 50.90 | x     | 51.93 | x     | 51.16 | x     | 51.93 |       |
| 09                | Abigail Gomez       | MEX México         | x     | x     | –     |       |       |       | NM    |       |
| 09                | Dalila Rugama       | NCA Nicarágua      | x     | x     | –     |       |       |       | NM    |       |

Legenda
| Recorde mundial                  | Recorde mundial (World record)               |                       | Recorde africano                      | Recorde africano (African) |                                           | Q | Classificado por posição (Qualified) |
| Recorde dos Jogos Pan-Americanos | Recorde pan-americano (Pan-American record)  | Recorde da América    | Recorde da América (Americas)         | q                          | Classificado por melhor tempo (Qualified) |   |                                      |
| Melhor marca do ano              | Melhor marca do ano (World leading)          | Recorde asiático      | Recorde asiático (Asian)              | DNS                        | Não largou (Did not start)                |   |                                      |
| Recorde nacional                 | Recorde nacional (National record)           | Recorde europeu       | Recorde europeu (European)            | DNF                        | Não terminou (Did not finish)             |   |                                      |
| Recorde pessoal                  | Recorde pessoal do atleta (Personal best)    | Recorde da Oceania    | Recorde da Oceania (Oceania)          | DSQ / DQ                   | Desclassificado (Disqualified)            |   |                                      |
| Recorde da temporada             | Recorde da temporada do atleta (Season best) | Recorde sul-americano | Recorde sul-americano (South America) | NM                         | Sem marca (No mark)                       |   |                                      |